# Baldur's Gate II: Shadows of Amn
Baldur's Gate II: Shadows of Amn — рольова відеогра, розроблена BioWare під видавництвом Interplay Entertainment. Це пряме продовження Baldur's Gate (1998), яке було випущено для платформ Microsoft Windows у вересні 2000-го та на Mac OS у жовтні 2001 роках. Подібно до Baldur's Gate, дія гри відбувається у всесвіті Забутих Королівств і базується на модифікованій версії правил 2-го видання Advanced Dungeons & Dragons (далі AD&D).
Shadows of Amn отримала всесвітнє визнання критиків, які хвалять її ігровий процес, художнє оформлення та озвучку. 2000 року гра отримала нагороди від GameSpy, GameSpot і IGN, як «Найкраща рольова гра року». 2001 року гра отримала сюжетне розширення під назвою Baldur's Gate II: Throne of Bhaal, а у 2013 році студія Beamdog випустила HD-ремейк під назвою Baldur's Gate II: Enhanced Edition на основі покращеної версії Infinity Engine. 2023 року Larian Studios випустили Baldur's Gate III.

## Ігровий процес
Baldur's Gate II: Shadows of Amn — це ізометрична гра в перспективі від третьої особи з видом зверху вниз. Управління здійснюється через інтерфейс користувача, який дозволяє гравцю переміщувати персонажів, переглядати інформацію про поточні квести та керувати інвентарем та складом активної групи. Екран не центрується на підконтрольних персонажах, а вільно переміщується за допомогою миші та клавіатури, остання також здатна задавати різні ігрові параметри за допомогою визначених комбінацій клавіш. Основна сюжетна лінія займає приблизно 50-60 годин, тоді як повна гра, включаючи всі побічні квести, оцінюється в межах від 200 до 300 годин. Усі ігрові механіки було створено відповідно до правил правил 2-го видання AD&D, причому гра автоматично обчислює тонкощі правил, зокрема відстеження статистики та кидання віртуальних кубиків. Попри те, що гра ведеться в режимі реального часу, деякі елементи набору правил було змінено, щоб дозволити можливість активної тактичної паузи.
На початку нової гри, гравці повинні створити нового персонажа, (або імпортувати вже створеного у попередньому проходженні), задавши його ім'я, стать, расу, клас та походження, а також розподілити певні показники здібностей та навичок. Крім того, можна імпортувати вже існуючого персонажа з Baldur's Gate або його сюжетного розширення Tales of the Sword Coast. Гравець взаємодіє з персонажами та об'єктами, натискаючи на них. Діалоги з неігровими персонажами розпочинаються у визначений сценарієм час або при взаємодії гравця з персонажем. Система діалогів займає одну з ключових ролей у ігровому процесі і має досить масштабне діалогове дерево, яке служить для взаємодії протагоніста з персонажами та квестовим наповненням гри.
Виконуючи квести або вбиваючи ворогів, ігрові персонажі отримують бали досвіду, за допомогою яких вони підвищують свій рівень. У Baldur's Gate II, як і в оригіналі, представлена розвинена система репутації, яка відстежує моральний компас протагоніста і впливає на те, як його/її сприймають неігрові персонажі. Персонаж із вищою репутацією отримає знижки в магазинах і навіть деякі квести вимагають встановленого репутаційного мінімуму. Тоді як нижча репутація змушує магазини підвищувати ціни, а в деяких випадках може призвести до нападу на персонажа в місті. Негативне чи позитивне ставлення компаньйонів до протагоніста також напряму залежить від його/її репутації, кожен із них має свій прописаний моральний компас і реагує на дії гравця відповідно до нього.
Система інвентарю дозволяє кожному персонажу споряджати предмети, класифіковані як: зброя, боєприпаси, обладунки, шоломи, кулони, персні, пояси, плащі, або взуття. На кількість предметів, які персонаж може носити з собою впливає обмеження їх ваги, яке залежить від показників сили персонажів у ігровій партії, а перевищення цього ліміту перевантажить персонажа, змушуючи його рухатися повільно, або завадить йому рухатися взагалі. Ігрова механіка також вказує спорядження, яке окремо взяті персонажі можуть використовувати відповідно до їх класів та кількість доступних для зброї слотів.

## Розробка
Baldur's Gate II була розроблена BioWare та видана Black Isle Studios, підрозділом Interplay Entertainment. У грі використовується Infinity Engine, той самий рушій, що й у Baldur's Gate (1998), але з багатьма вдосконаленнями. Іншими іграми, які використовували цей рушій, були проєкти студії Black Isle Studios Planescape: Torment (1999) і Icewind Dale (2000). BioWare присвятила Baldur's Gate II Деніелу Вокеру, який помер у 1999 році та був другим в історії компанії найнятим співробітником.
Робота над Baldur's Gate II почалася в січні 1999 року. На початкових стадіях розробки, команда Baldur's Gate II активно використовувала відгуки на оригінальну Baldur's Gate від своєї фанбази та ігрової спільноти в цілому, склавши список нових функцій, які вони планували додати до гри. Через зрілий стан вже перевіреного часом рушія, більшість функцій було досить легко додати. Головний дизайнер проєкту Джеймс Олен писав, що робота із вже завершеним рушієм означає, що команда може спрямувати свої зусилля на створення контенту, замість того, щоб зосереджуватися на «базовій функціональності» проєкту. Продюсер Бен Смедстад сказав, що «рушій був у робочому стані з першого дня розробки, що значно підвищує моральний дух. Коли монстр готовий, ми поміщаємо його в папку «override», і він з’являється в грі! Це величезний крок вперед, порівняно з роботою над оригіналом». Команда вдосконалила багато базових функцій Infinity Engine, покращивши роздільну здатність до 800x600 пкс, порівняно з оригінальною у 640x480, додавши підтримку 3D ефектів та модифікувавши механіку пошуку шляху, за яку Baldur's Gate свого часу отримала чи не найбільшу критику. Пошук шляху розробники почали планомірно покращувати ще в сюжетному розширенні оригіналу Tales of the Sword Coast, а в Baldur's Gate II додали механіку під назвою «bumping» (укр. врізатися, натикатися), яка дозволяла персонажу відштовхнути перепону зі свого шляху, якщо той був заблокований. Крім того, шляхи в підземеллях були розширені, щоб персонажі рідше застрягали, а інтерфейс був вдосконалений.
Марша Тофер, арт-директор Baldur's Gate II, працювала з командою з 8 до 12 осіб, щоб створити художнє оформлення гри. Тофер зазначила, що місто Брама Балдура в оригіналі було їхньою першою спробою побудови міста і, набутий завдяки цьому досвід, зробив Аткатлу (англ. Athkatla) «набагато різноманітнішою та цікавішою». Рендеринг фонів у місті займав від 18 до 24 годин кожний, хоча вони використовували потужне на той час обладнання: декілька Dual Pentium III на 500 МГц у поєднанні з 512 МБ пам’яті.
У традиційних медіа жанрах, як-от кіно та телебачення, зображувані на екрані елементи фактично контролюються творцями. Ігри, в свою чергу, це візуальне середовище, писав Лукас Крістіянсон, один із сценаристів і дизайнерів Baldur's Gate II, але вони відрізняються від традиційних фільмів і телебачення. Що стосується Baldur's Gate розробники знали, які сюжетні повороти чекають на гравців, але вони не знали, коли їх побачать гравці, і чи нададуть цьому належної уваги. У Baldur's Gate II було використано кілька інструментів для усунення цих недоліків. Одною з таких технік стали внутрішньоігрові катсцени, які були схожі на невеликі п’єси, «додаючи напругу та глибину світу та загальній історії». Катсцени використовувалися і у оригінальній Baldur's Gate, але у Shadows of Amn, робота над ними була переведена на інший рівень. Інша техніка полягала в тому, щоб збільшити, порівняно з Baldur's Gate, інтерактивність персонажів, які подорожують з гравцем. У той час як персонажі оригіналу інколи висловлювали своє відношення до тих чи інших ситуацій, у Baldur's Gate II динаміку взаємодії персонажів з ігровим світом та між собою було значною мірою збільшено. Однак це було не лише збільшення кількості діалогів і тексту, неігрові персонажі втручаються у вчинки протагоніста, посилюючи «важливість подій та інтегруючи свій внесок у мотивацію». Вони акцентують увагу на критичні сюжетні моменти, оскільки ці події так само важливі для них, як і для гравця.
Продюсер Бен Смедстад, говорячи про кранчі на останніх стадіях розробки, зазначив, що важливо починати їх у правильний час, не надто рано і не надто пізно. У липні 2000 року Baldur's Gate II увійшли до другої фази кранчу, де робочі години були з 9:00 до 21:00 вечора з понеділка по п’ятницю та з 9:00 до 18:00 по суботах. При чому перша фаза з 9:00 до 21:00 була звичайним робочим тижнем, але під час завершальної фази розробки, вівторки, четверги та суботи набули статусу «стільки, скільки потрібно». Смедстад сказав, що на другому етапі, над яким вони працювали в липні 2000 року, насправді починається стрес, і що третій етап насправді не такий поганий, як можна було б подумати, тому що на той час люди звикли до довгих робочих годин.
Під час розробки гри у BioWare було додано відділ забезпечення якості, і видавці гри надали свою допомогу в тестуванні. Рей Музика писав, що «через свій величезний об'єм, Baldur's Gate II була кошмаром для тестувальників — це ускладнювалося тим фактом, що ми проводили недостатньо тестування, оскільки локації ще були у стадії розробки». Гра містила близько 290 квестів, кожен з яких потрібно було перевірити як в одиночному, так і в багатокористувацькому режимах. BioWare використовували метод, представлений їм Фергусом Уркхартом, Дугласом Ейвері та Крісом Паркером з Black Isle Studios, у якому квести гри перераховувалися на білих дошках із хрестиком біля кожного квесту. Пари, що складалися з дизайнера та тестера, працювали над квестами, кожна пара виконувала близько 6 квестів на день. Коли квест було перевірено, його хрестик видалявся.
Рей Музика прокоментував: «В останні дні роботи над BG2 в офісі панував дивний спокій. Цього разу не було ніяких панічних настроїв, які іноді переважають під час завершення роботи над грою, але, звичайно, ми зазнали значного стресу, оскільки ми створили двадцять одну фінальну версію-кандидата за 3 дні. Після кількох довгих ночей, коли вся команда грала в гру знову і знову, ми створили хорошу остаточну версію-кандидата. Потім відправили її на друк!»

## Реліз
Baldur's Gate II було анонсовано в листопаді 1999 року. Гра пішла на золото 14 вересня 2000 року, а 21 вересня надійшла у торгові точки Північної Америки та 29 вересня — в Європу. Також було випущено колекційне видання, яке включало базову гру, тканинну мапу, вісім карток для обміну персонажами, письмовий планшет з логотипом Black Isle Studios і додатковий компакт-диск з внутрішньоігровими предметами і саундтреком. Портована версія для Macintosh була перенесена студією MumboJumbo і випущена 15 жовтня 2001 року.
У Сполучених Штатах Baldur's Gate II посіла 5-те місце в чартах продажів комп'ютерних ігор PC Data за період з 17 по 23 вересня. Наступного тижня вона піднялася на друге місце, а колекційне видання зайняло сьому позицію. За перші 14 днів Baldur's Gate II заробила 4 мільйони доларів від усіх SKU у Північній Америці, що є рекордом продажів для продукції Interplay Entertainment. Гра та її колекційне видання посіли 11-е та 19-е місця відповідно в місячному рейтингу PC Data за вересень. На початку третього тижня гра впала на п'яте місце в тижневому чарті, проте залишалася в топ-10 протягом періоду з 5 по 28 жовтня і посіла сьоме місце за місяць. PC Data повідомляє про продажі Baldur's Gate II у кількості 199 914 копій і дохід у 9,2 мільйона доларів у Сполучених Штатах до кінця 2000 року. Успіх гри продовжувався протягом 2001 року, коли вона посіла 15-те місце за січень і продала ще 103 144 копій лише між лютим і першим тижнем листопада. Видання нарахувало 225 763 копій на внутрішньому ринку за весь рік, що принесло 9,63 мільйона доларів доходу.
У рейтингу продажу комп'ютерних ігор Media Control на німецькому ринку Baldur's Gate II дебютувала на 3 місці в жовтні 2000 року. Наступного місяця вона піднялася на друге місце, а в грудні опустилася на 12 місце. Наприкінці 2000 року Verband der Unterhaltungssoftware Deutschland (VUD) присудив грі «Золоту» нагороду, що свідчить про продажі щонайменше 100 тисяч копій у Німеччині, Австрії та Швейцарії. За перші три місяці 2001 року за даними Media Control, гра посіла 10-е, 17-е та 23-е місце відповідно. Згідно з даними Chart-Track, Baldur's Gate II зайняла 2-е місце у Великій Британії за листопад 2000 року. У грудні вона опустилася на десяте місце, а в січні 2001 року вийшла з тор-10.
Сумарні глобальні продажі Baldur's Gate, Baldur's Gate: Tales of the Sword Coast і Baldur's Gate II перевищили 3,5 мільйона копій до березня 2001 року. Лише Baldur's Gate II досягла відмітки майже у 1,5 мільйона копій до грудня 2002 року і більше 2 мільйонів до листопада 2005 року. За даними NPD Group, до серпня 2006 року в Сполучених Штатах було продано 480 000 копій гри ($19,6 млн). На той час видання Edge оголосило її 31-ю найпродаванішою відеогрою в країні, випущеною з січня 2000 року.

### Сюжетне доповнення
Сюжетне доповнення Baldur's Gate II: Throne of Bhaal було випущено у червні 2001 року. Воно продовжує історію головного героя та, будучи останнім розділом, завершує сагу Baldur's Gate від студії BioWare. Також було представлено кілька нових видів зброї та магічних навичок, підвищено максимальний рівень персонажа і вдосконалено графічну складову оригіналу. Throne of Bhaal було добре прийнято критиками та ігровою спільнотою і отримало нагороду «Краща рольова гра на ПК» від D.I.C.E. Awards 2002 року. Рецензенти загалом високо оцінили Throne of Bhaal і вважали, що це вражаюче завершення саги Baldur’s Gate.

### Перевидання
Baldur's Gate II було перевидано разом із доповненням  Throne of Bhaal під назвою «Baldur's Gate II: The Collection» у 2003 році. У 2004 році вийшов комплект з оригінальними Baldur's Gate і Icewind Dale як «Black Isle Compilation Part Two». 2006 року вийшло перевидання із всіма існуючими тайтлами серії Baldur's Gate від BioWare під назвою «Baldur's Gate: 4 in 1 Boxset» (Baldur's Gate, Tales of the Sword Coast, Baldur's Gate II і Throne of Bhaal). Також були включені в «The Forgotten Realms Deluxe Edition», «Ultimate Dungeons & Dragons» і «Dungeons & Dragons Anthology: The Master Collection». У 2010 році «Baldur's Gate II Complete» була випущена в цифровому форматі на GOG.com. Ця версія включає як Shadows of Amn, так і Throne of Bhaal. У комплекті з ним є посібники з гри у форматі PDF, шпалери для робочого столу у високій роздільній здатності, ілюстрації, портрети персонажа та саундтрек.

### Enhanced Edition
Baldur's Gate II: Enhanced Edition вийшла 15 листопада 2013 року. Розроблена Overhaul Games, вона є ремастером Baldur's Gate II і використовує модифіковану версію Infinity Engine. Гра отримала загалом позитивні відгуки від професійних критиків та ігрової спільноти.

## Оцінки і відгуки
| Агрегатор  | Оцінка |
| ---------- | ------ |
| Metacritic | 95/100 |

| Видання                    | Оцінка |
| -------------------------- | ------ |
| AllGame                    | [ 65 ] |
| Computer Gaming World      | [ 66 ] |
| Eurogamer                  | 9/10   |
| Game Informer              | 9.5    |
| GamePro                    | [ 69 ] |
| GameSpot                   | 9.2/10 |
| GameSpy                    | 92/100 |
| GameZone                   | 9.5/10 |
| IGN                        | 9.4/10 |
| Next Generation            | [ 74 ] |
| PC Gamer (Велика Британія) | 9.3/10 |
| PC Gamer (США)             | 9.1/10 |
| PC Zone                    | 8.5/10 |

За даними агрегатора рецензій Metacritic, Baldur's Gate II отримала схвальні відгуки від критиків і займає сьоме місце у загальному рейтингу ігор на Metacritic, за найвищим рейтингом (станом на травень 2023 року).
Рецензент GameSpot заявив, що, попри те, що це дуже довга гра, її відмінності роблять її чудовою, і що вона сама по собі створює власну лігу. Огляд від IGN мав схожі настрої, сказавши, що гра була незрівнянною та не мала рівних. У цілому задоволений грою, рецензент Computer Gaming World зауважив, що він не заманить себе в пастку фразою «найкраща рольова гра в історії», але визнав, що вона «безперечно стоїть поряд із культовими Fallout, Planescape: Torment і Betrayal at Krondor». Eurogamer щедро похвалив Baldur's Gate II і зазначив, що «історія та квести захопливі, ігровий процес перевірений і загальне відчуття професійне та розважальне».
Геймплей Baldur's Gate II GamePro назвав «захопливим». RPGamer написали, що хоча гра загалом була такою ж, як оригінальна Baldur's Gate, бойова механіка була значно покращена, а стратегічні можливості розширені. Computer Gaming World погодилися, сказавши, що гравці приділятимуть більше уваги тактиці та впровадженню бойових планів. Eurogamer зазначили, що інтерфейс «неймовірно простий у використанні». Рецензент IGN зауважив, що гра часто ставила ставила його перед важкими виборами, які змушували його задуматися, а також хвалив ясність квестів і легкість просування по сюжету. GameSpy сказав, що гра набагато складніша, ніж Baldur's Gate, і вимагає більше стратегії та планування, ніж оригінал.
Більшість рецензентів сприйняли сюжет гри позитивно. GameSpy назвав його «епічним», а GameSpot — «чудовою історією». Eurogamer написали, що сюжет Baldur's Gate II значно перевершив оригінал. Computer Gaming World також помітили, що його було значно покращено, додавши, що стиль сюжету нагадує Володаря перснів. Рецензент відчував, що за глибиною історія була чимось середнім між Planescape: Torment і Icewind Dale. З іншого боку, на думку рецензента RPGamer, сюжет був тьмяним, але він схвалив побічні квести, які, за його словами, можуть перетворитися на власні «менші за масштабом епопеї».
Візуальна складова гри також була добре сприйнята. GamePro похвалив їх, сказавши, що «фони приголомшливі, а ефекти заклинань вражаючі». IGN повторили цю заяву, описавши різницю між Baldur's Gate і Baldur's Gate II, «як дивитися на нерухому картину маслом, а потім повертатися, щоб побачити сцену в живому русі на великому екрані телевізора». GameSpot вважав, що попередньо відрендерені фонові зображення та анімація для персонажів і монстрів були добре зроблені. FiringSquad написали, що оформлення гри перевершує Planescape: Torment, а фони схарактеризували як «фантастичні». Озвучка Baldur's Gate II також високо оцінили FiringSquad, які написали, що «персонажі звучать живо та жваво», і що якість озвучування залучає гравця глибше в ігровий всесвіт. IGN назвав озвучку «видатною» і сказав, що різноманітність особистостей змусить гравців «прив’язатися» до персонажів, несхвально відзначивши лише брак нових голосів для протагоніста.

## Нагороди
Baldur's Gate II вшановували багатьма нагородми різні видання ігрової індустрії. GameSpot, GameSpy та IGN присудили їй свої нагороди «Рольова гра року» у 2000 році, а GameSpot також назвав її «Грою року» за вибором читачів. У 2001 році гра отримала три нагороди «Gaming Globe» від Eurogamer: «Найкраща гра», «Найкраща режисура» та «Найкращий чоловічий персонаж другого плану» (за роль Мінська англ. Minsc). Гра здобула нагороду «Розвиток персонажа чи сюжету» на церемонії D.I.C.E. Awards 2001, а також була номінована на «Гра року», «Геймплейна інженерія», «Гра року для ПК» та «Рольова гра для ПК». IGN поставив Baldur's Gate II під № 25 у своєму списку «100 найкращих ігор усіх часів» 2005 року. Baldur's Gate II була включена до списку GameSpot «Найкращі ігри всіх часів». У 2009 році Game Informer поставив Baldur's Gate II під № 88 у своєму списку «200 найкращих ігор усіх часів», назвавши її «найкращою грою Dungeons & Dragons, коли-небудь створеною». Це на одну сходинку вище з їх списку 100 найкращих у 2001 році. Empire поставили її під № 19 у своєму списку 100 найкращих ігор. Наприкінці 2009 року Baldur's Gate II, хоч і не потрапила до топ-12, отримала почесну згадку в «Грі десятиліття» від Gamasutra, де читачі голосували за найкращу гру 2000-х років.
У 2010 році в рейтингу 25 найкращих сучасних ігор для ПК за версією IGN Baldur's Gate II посіла 2 місце. У 2013 році вона була розміщена під № 46 у рейтингу GamingBolt «100 найкращих відеоігор, коли-небудь створених». IGN поставив Baldur's Gate II № 1 у своєму списку «11 найкращих ігор Dungeons & Dragons усіх часів» у 2014 році. Ян Вільямс з Paste поставив гру №2 у своєму списку «10 найкращих відеоігор Dungeons and Dragons» у 2015 році. IGN поставив Baldur's Gate II № 3 у своєму списку «100 найкращих рольових ігор усіх часів». У 2016 році PC Gamer відзначив гру як «найкращу RPG усіх часів». Вона була розміщена під № 9 у списку Game Informer «100 найкращих рольових ігор усіх часів».